# Hister conductus
Hister conductus är en skalbaggsart som beskrevs av Sylvain Auguste de Marseul 1861. Hister conductus ingår i släktet Hister och familjen stumpbaggar. Inga underarter finns listade i Catalogue of Life.